# Walter Ombre
Walter Ombre (23 aprile 1951) è un ex cestista olandese.

## Carriera
Con i Paesi Bassi ha disputato i Campionati europei del 1975.